# 腹斑下口鯰
腹斑下口鯰，為輻鰭魚綱鯰形目甲鯰科的其中一種，為熱帶淡水魚，分布於南美洲蘇利南河至Oyapock河流域，體長可達25公分，棲息在沿岸半鹹水、淡水底層水域，喜藏於枯樹幹或植被生長茂密的區域，以藻類及原生生物為食，生活習性不明。

## 扩展阅读
維基物種上的相關：腹斑下口鯰